# Figlie di San Camillo
Le figlie di San Camillo  (in latino Congregatio Filiarum Sancti Camilli) sono un istituto religioso femminile di diritto pontificio: le suore di questa congregazione, dette comunemente  camilliane, sono anche membri della Grande famiglia di San Camillo e pospongono al loro nome la sigla F.S.C.

## Storia
Il 12 febbraio 1891 la consulta generale dell'ordine camilliano affidò a padre Luigi Tezza (1841-1923) l'incarico di fondare una congregazione femminile che costituisse una sorta di terz'ordine dei ministri degli infermi.
Per la realizzazione i tale progetto, Tezza si avvalse della collaborazione di Giuseppina Vannini (1859-1911) e il 2 febbraio 1892, nel corso di una cerimonia celebrata nella cella dove si spense san Camillo de Lellis, il sacerdote consegnò alle prime postulanti uno scapolare decorato con la croce color tané, emblema dei Ministri degli Infermi.
Il cardinale Pietro Respighi, vicario per la città di Roma, il 21 giugno 1909 riconobbe la congregazione come istituto di diritto diocesano, ne approvò le costituzioni e ne nominò la Vannini prima Superiora Generale; l'istituto ricevette il pontificio decreto di lode il 25 febbraio 1922 e venne approvato definitivamente dalla Santa Sede il 17 giugno 1931.
Papa Giovanni Paolo II nel 1994 ha beatificato madre Vannini (canonizzata da papa Francesco nel 2019) e nel 2001 padre Tezza.

## Attività e diffusione
Si dedicano all'assistenza corporale e spirituale dei malati ed alla gestione di varie istituzioni socio-sanitarie (ospedali, policlinici, case per anziani, lebbrosari), dell'organizzazione di scuole per infermiere e di opere missionari: ai tre voti comuni a tutti i religiosi (povertà, obbedienza, castità), aggiungono quello di assistere i malati, anche infettivi.
Sono presenti in Europa (Georgia, Germania, Italia, Polonia, Portogallo, Spagna, Ungheria), in America (Argentina, Brasile, Cile, Colombia, Messico, Perù), in Africa (Benin, Burkina Faso, Costa d'Avorio) e in Asia (Filippine, India, Sri Lanka): la sede generalizia è sulla via Anagnina a Grottaferrata (Roma).
Al 31 dicembre 2005, la congregazione contava 823 religiose in 97 case.